# Szent Mihály és Gábriel arkangyalok fatemplom (Alsónyárló)
Az alsónyárlói Szent Mihály és Gábriel arkangyalok fatemplom műemlékké nyilvánított épület Romániában, Szilágy megyében. A romániai műemlékek jegyzékében az  SJ-II-m-B-05037 sorszámon szerepel.